# Chazaliella
Chazaliella é um género botânico pertencente à família Rubiaceae.